# Ања Рупел
Ања Рупел (рођена 19. марта 1966) је словеначка поп певачица, текстописац, радио спикер и новинар. Њен отац, Феђа Рупел, флаутиста је и професор на Музичкој академији у Љубљани.

## Каријера
Године 1982. Ања је почела да наступа као водећи вокал са синтпоп групом Videosex. Група је постала веома популарна у другој Југославији. Снимили су четири албума. Деби албум, Videosex 84 појавио се 1983. године. Група је престала са радом 1992. године.
Рупел се тада посветила својој соло каријери, а 1994. снимила је и свој први соло албум Одпри очи („Отвори очи“). Неко време је наступала са индустријал/техно групом Laibach из Трбовља, Словенија.
Такође је наступала 1987. године у филму Hudodelci („Криминалци“) у режији Франци Слака, и у још неколико филмова.

## Дискографија

### Са групом Videosex
- Videosex '84 (1984)
- Lacrime Christi (1985)
- Svet je zopet mlad - мини ЛП (1987)
- Ljubi in sovraži (1992)

### Соло
- Odpri oči (1994)
- Življenje je kot igra (1996)
- Moje sanje (1997)
- Ne ustav me nihče (2000)
- Kolekcija (2002)
- Vse (2004)
- Ostani do konca (2009)
- Opus (2016)